# Bearer Service
Bearer Services sind ein Begriff aus GSM-Mobilfunk und bezeichnet Trägerdienste. Es handelt sich dabei um die verschiedenen Übertragungsmöglichkeiten, die ein Netzbetreiber seinen Kunden anbieten kann. Bearer Services sind nicht zu verwechseln mit Teleservices. Zweitere basieren auf ersteren. Es handelt sich um interne Parameter, die zwischen verschiedenen Netzkomponenten ausgetauscht werden und dem Endanwender so verschiedene Trägermedien, Trägerdienste anbieten oder verweigern. Ein Bearer Service ist durch seine Nummer definiert.
Folgende Bearer Services gibt es im GSM:
| Nr. | Name Bearer Service                 | Bemerkung |
| --- | ----------------------------------- | --- |
| 21  | Asynchron/300 Baud                  | -/- |
| 22  | Asynchron/1200 Baud                 | -/- |
| 23  | Asynchron/1200 Baud/75 Baud         | Nur für Mobile Originating Call. 1200 Down / 75 Up                                                                    |
| 24  | Asynchron/2400 Baud                 | -/- |
| 25  | Asynchron/4800 Baud                 | -/- |
| 26  | Asynchron/9600 Baud                 | -/- |
| 31  | Synchron/1200 Baud                  | -/- |
| 32  | Synchron/2400 Baud                  | -/- |
| 33  | Synchron/4800 Baud                  | -/- |
| 41  | Asynchron/überPAD/300 Baud          | Nur Mobile Originating Call                                                                                           |
| 42  | Asynchron/überPAD/1200 Baud         | Nur Mobile Originating Call                                                                                           |
| 43  | Asynchron/überPAD/1200 Baud/75 Baud | Nur Mobile Originating Call 1200/75 dn/up                                                                             |
| 44  | Asynchron/überPAD/2400 Baud         | Nur Mobile Originating Call                                                                                           |
| 45  | Asynchron/überPAD/4800 Baud         | Nur Mobile Originating Call                                                                                           |
| 46  | Asynchron/überPAD/9600 Baud         | Nur Mobile Originating Call                                                                                           |
| 51  | Synchron/Packet Access/2400 Baud    | Nur Mobile Originating Call                                                                                           |
| 52  | Synchron/Packet Access/4800 Baud    | Nur Mobile Originating Call                                                                                           |
| 53  | Synchron/Packet Access/9600 Baud    | Nur Mobile Originating Call                                                                                           |
| 61  | Sprache und Daten                   | Es kann zwischen Sprache und Daten gewechselt werden. Datenphase entspricht Services 21-26                            |
| 81  | Zunächst Sprache, dann Daten        | Nachdem auf Daten umgeschaltet wurde, kann keine Sprache mehr übertragen werden. Datenphase entspricht Services 21-26 |

Die meisten dieser Werte sind heute veraltet, da es keine solch langsamen Modems mehr gibt bzw. man sowieso kaum mehr von GSM mit Modems oder ISDN-Karten kommuniziert, sondern eher GPRS oder HSCSD verwendet. Sie behalten allerdings weiter Bedeutung.

### Spezifikationen
3GPP TS 22.002: "Bearer Services Supported by a Public Land Mobile Network (PLMN)".